# لایمباخ (باد نوین‌آر-آروایلار)
لایمباخ (به آلمانی: Leimbach) یک شهر در آلمان است که در اهرویلر واقع شده‌است. لایمباخ ۵۳۲ نفر جمعیت دارد.